# گاه‌شماری (فیلم ۱۹۳۱)
«گاه‌شماری» (انگلیسی: The Calendar (1931 film)) فیلمی در ژانر درام به کارگردانی تی. هیز هانتر است که در سال ۱۹۳۱ منتشر شد. از بازیگران آن می‌توان به هربرت مارشال و آنه گری اشاره کرد.